# Maicao
Maicao (en wayuunaiki: Maiko'u) es un municipio colombiano ubicado en el centro-este del departamento de La Guajira. El municipio es conocido con el apelativo «Vitrina Comercial de Colombia» debido a la prosperidad económica que experimentó en la década de 1980, al establecer un amplio mercado abastecido por productos importados de Venezuela. También se caracteriza por poseer una diversidad demográfica constituida por habitantes de las etnias indígenas wayú y zenú, además de aglutinar una gran colonia de musulmanes procedentes de Oriente Medio, en su mayoría libaneses. Actualmente en el municipio se están llevando a cabo inversiones de empresas nacionales, con el fin de dinamizar aún más la economía en el municipio, proyectos empresariales y prestación de servicios producidos en el mismo municipio.
Por la facilidad del terreno donde se asienta, fue declarado «Puerto Libre Terrestre» en 1936. Se encuentra en un punto estratégico, por lo cual ha sido por muchos años un puente entre ambas naciones y una puerta hacia el intercambio comercial y cultural.

## Toponimia
El topónimo Maicao procede del idioma wayúu Maiko'u [maíkōu] (Maiki: maíz y o'uu: ojo), que traducido quiere decir «ojo de maíz». La procedencia de dicho nombre obedece a que en esa zona existen cultivos semi-intensivos de dicha especie vegetal en las zonas rurales de la urbe.

## Historia
En los años 20 del siglo XX comenzó la colonización de Maikou, la etnia indígena wayúu que estaba asentado en la zona. Algunos de los clanes originarios, asentados desde el siglo XIII aproximadamente, eran los Jalariyu, Epiayu y Jusayu. El epicentro del caserío quedaría establecido por Salvador Manuel Palacio López en la Calle 10.ª con Carrera 11-A; en un rancho  de esquina, sede posterior del Resguardo de Rentas (esquina Almacén París, década de los 50 del siglo XX). En el segundo semestre del año de 1918, tras ser empadronadas las rancherías ubicadas a 20 kilómetros a la redonda del epicentro del caserío; los resultados del censo Colombiano del mimo año, publicado en agosto, permitió al poblado subir a la categoría de corregimiento, debido a la gran población wayuu concentrada en el lugar. 
A partir del año de 1922, fue tanto el auge de comercio fronterizo en el lugar, que desde Amaisou - Carraipía) llegaría el epicentro del caserío a mediados del año de 1927, el coronel Rodolfo Morales y Tomás Cúrvelo Iguarán, con el único objeto de ejercer autoridad, iniciando desde entonces la regulación de la producción de alcohol y el tráfico de comercio ilícito en toda la zona hasta nuestros días. Por la facilidad del terreno donde se asienta, fue declarado «Puerto Libre Terrestre» en 1936. Se encuentra en un punto estratégico, por lo cual ha sido por muchos años un puente entre ambas naciones y una puerta hacia el intercambio comercial y cultural.
En 1925 terminó la actividad pesquera y el comercio de perlas en la región, actividades que se habían practicado desde la Conquista española. Este hecho propició la búsqueda de nuevas actividades económicas, por lo que se inició la exploración de regiones que no habían sido colonizadas hasta entonces.
Los primeros colonos eran principalmente criollos y mestizos provenientes de Puerto Estrella, Manaure, Barrancas, Fonseca, Riohacha y la República de Venezuela. Entre los primeros colonizadores se recuerda a Manuel Salvador López Palacios, mestizo de la Alta Guajira, y José Domingo Boscan, proveniente de Venezuela.
Para 1927 llega la Comisaría de La Guajira, encabezada por el coronel riohachero Rodolfo Morales con su hermana Otilia Ramírez, acompañados por varios militares. Posteriormente llegaron otras familias Riohacheras como los Barros, Cúrvelo, Guerra, Gutiérrez, Cotes, Navas, Ortiz, Zúñiga, Genecco, Coronado, Freile, Fuentes, López, Márquez, Bolaños, choles Romero e Illidge, entre otros.
Maicao fue fundado el 29 de junio de 1927, por el coronel Rodolfo Morales y Tomás Cúrvelo Iguarán, quienes pertenecían al personal destacado allí por el Resguardo de Rentas del Magdalena. Desde el principio fue poblado por comerciantes y aventureros. Esto contribuyó a marcar el carácter diverso de su población, con múltiples orígenes raciales, étnicos, culturales y religiosos.
En 1935 Maicao es declarado Corregimiento y comienzan a llegar nuevas oleadas migratorias. Entre 1938 y 1948 llegan los primeros "cachacos" (personas del interior del país), y ese año de 1948 llegan los primeros "turcos" (sirios y palestinos).
El 13 de junio de 1955, Maicao fue elevado a la categoría de municipio, bajo el gobierno de Gustavo Rojas Pinilla. El Intendente Coronel Jorge Villamizar Flores (liberal), expidió el Decreto Nº O71 fechado el 13 de junio, mediante el cual se elevaba a Municipio el Corregimiento de Maicao; es así que en este contexto político se nombró al teniente Jaime Gasca; quien con la ayuda de una junta de fomento (conformada en su mayoría por líderes liberales del lugar) iniciarían la nueva etapa de la historia de Maicao, ahora como el segundo municipio del meritorio peninsular guajiro de la época. La nueva guerra bipartidista llevó a cientos de inmigrantes que huían del conflicto, y fue así como llegaron campesinos del departamento de Santander, quienes se instalaron en las zonas rurales del municipio y lograron integrarse con la población indígena.

### Diversidad cultural
En Maicao confluyen distintas y diversas culturas que lo han hecho un territorio de tolerancia y convivencia pacífica. A los indígenas wayúu se integraron desde los años 20 del siglo XX los colonos criollos y mestizos llegados desde otras zonas de La Guajira y de la costa Caribe Colombiana, quienes llevaron tradiciones hispánicas como las corralejas y la religión católica. Con estos colonos llegaron los afrodescendientes, que tenían sus propias costumbres. También se destaca la presencia de Venezolanos, cuyos vínculos con Maicao son naturales debido a la ubicación del municipio como punto de tránsito fronterizo, especialmente para la comunidad Wayúu de ambos países. Pero una de las comunidades con presencia más destacada es la de los árabes, provenientes de distintos países del Oriente Próximo. Esta diversidad ha propiciado la convivencia pacífica entre distintas religiones, razas, etnias y culturas, así como la vocación comercial del municipio.

### Comunidad árabe de Maicao
El municipio de Maicao es el principal centro de presencia árabe en Colombia. Este hecho ha propiciado la convivencia pacífica entre las diversas culturas y etnias que conviven en el territorio. Los árabes, llamados coloquial y erróneamente "turcos", porque entraron hacia fines del siglo XIX con documentos del Imperio otomano que entonces regía el Oriente Próximo, son procedentes de Líbano, Siria, Palestina y Jordania principalmente y se integraron a la sociedad Maicaera dejando huella cultural de su presencia en elementos que se confunden con la cultura local como expresiones y palabras, alimentación, arquitectura, religiosidad, entre otras. 
Los primeros árabes eran en general católicos maronitas y hallaron mucho más fácil el mestizaje con los locales, pero los árabes musulmanes, que entraron al país a partir de los años 70, han conservado más celosamente su identidad, sobre todo en respuesta a una cultura regida por una Constitución confesional hasta 1991. Sin embargo, los musulmanes colombianos, situados especialmente en Maicao y en San Andrés, no han encontrado dificultad de integrarse a la cultura nacional de Colombia. En Maicao se pueden ver colombianos vistiendo los atuendos propios del Medio Oriente. Está allí además la tercera mezquita más grande de Hispanoamérica, la Mezquita de Omar Ibn Al-Jattab.
El 1 de enero de 2020, Mohamad Jaafar Dasuki Hajj se posesionó como el primer Alcalde de origen árabe y de religión musulmana en la historia de Maicao. Mohamad Dasuki es de ascendencia libanesa y su posesión tuvo lugar en una comunidad indígena Wayúu del municipio.

## División político-administrativa

### Comunas
La cabecera municipal se encuentra dividido en 5 comunas (en la que se encuentra ciertos barrios)
- Comuna 1: conformado por los barrios Boscán, La Concepción, Bosque, Centro, La Esmeralda, 11 De Noviembre, 20 de Julio, La Cristalina, Majupay, Maximiliano Moscote, La Flor del Cañaguate y Altos del Boscán.
- Comuna 2: conformado por los barrios El Carmen, Paraíso, Vincula Palacio, Donith Vergara, Loma Fresca, Santander, Nazareth, La Mosca, Maicaito, Almirante Padilla y 28 De Noviembre.
- Comuna 3: conformado por los barrios 7 De Agosto, Villa Nati, Los Laureles, Los Laureles II, Simón Mejía, Alto Prado, Miraflores, San Francisco, Monte Bello, Divino Niño, Mareigua, Buenos Aires, Urb. Buenos Aires, Torre de La Majayura, San Agustín, Las Américas, Mareyguita, Ovidio Mejía, Villa Mery, Villa Astrid, Villa del Sol, Pastrana, Parantial, Villa Usy, 1 De Diciembre, La Armonía y San Martín.
- Comuna 4: conformado por los barrios La Unión, Santa Fe, Luis Carlos Galán, Los Olivos, San José, Alfonso López, Santa Isabel, Rojas Pinilla y San Antonio.
- Comuna 5: conformado por los barrios Colombia Libre, Villa Amelia II, Erika Beatriz, Fonseca Siosi, Nueva Esperanza, La Floresta, Villa Inés, Urb. Villa Inés, Primero De Mayo, Los Comuneros, Libertador, Jorge Arrieta, Villa Luz, Mingo Ocando, Camilo Torres, Villa Maicao, La Victoria, Santo Domingo, Villa Amelia 1, Simón Bolívar, Villa Jiménez, Villa Fátima.

### Corregimientos
Maicao tiene constituidos los siguientes corregimientos:
- Majayura
- Paraguachón

Centros poblados

Los demás centros poblados no hace parte de ningún otro corregimiento o no se ha definido a cual de los dos actuales pertenecen:
- Carraipía
- Divino Niño
- El Limoncito
- Garrapatero
- La Esperanza
- La Paz
- Maku
- Monte Lara
- Santa Cruz
- Santa Rosa

## Geografía
Maicao se ubica en la región conocida como Media Guajira, muy cerca del declive final de la cordillera andina, que en la zona recibe el nombre de Montes de Oca. Se encuentra a una altitud de aproximadamente 52 m s. n. m.
- Relieve: Las principales alturas del municipio se localizan en el sector sur y se conocen como la Cuchilla de Chingolita, el páramo Monte Bello, que es la máxima altura 1500 m s. n. m. y la cuchilla de la Chonorihamana, todas estas localizadas en la Cordillera Oriental (Montes de Oca).

- Clima: Maicao hace parte de la península de la Guajira, que está sujeta durante casi todo el año a la acción de los vientos alisios del noreste, de gran influencia en el clima de la zona. Estos vientos hacen que Maicao tenga acentuadas condiciones de aridez debido a que las nubes son arrastradas al suroriente y acumuladas al norte de los Montes de Oca.

- Temperatura: La temperatura en Maicao se caracteriza por las épocas secas en los meses de: mayo, junio y julio, cuando alcanza los 34 grados centígrados. Los vientos alisios (nordeste) corren en dirección este-oeste, moderan la temperatura, pero aumentan la evaporación en las plantas, la temperatura promedio es de 29º Celcuis.

### Límites
- Norte: con los Municipios de Uribia y Manaure.
- Oriente: con Venezuela (Parroquia Alta Guajira, y Parroquia Guajira, Municipio Guajira, Estado Zulia).
- Sur y Occidente: con el Municipio de Albania.

### Vegetación
En muchos lugares la cubierta vegetal no existe, se ordenan muchos factores como son: La sequía, el viento y la salinidad, para reprimir el crecimiento de los vegetales, la cual presenta un crecimiento chaparro y de hojas pequeñas mostrando la sequía predominante, desértica. De la misma manera existen lugares en donde las precipitaciones son más frecuentes, abundantes, regulares y las condiciones protegen la vegetación, esta zona está localizada en la Cordillera Oriental, .

## Economía
Maicao es un puerto terrestre libre y su principal actividad económica está relacionada con el comercio, es conocida como la vitrina comercial de Colombia; es un puente entre Colombia y Venezuela donde el comercio fronterizo con el estado venezolano del Zulia se encuentra bien desarrollado, siendo una importante fuente de ingresos locales. Por muchos años fue centro de atención o importación de productos de diferentes países, aunque el flujo de mercancías diferente al colombo-venezolano ha disminuido por tener actualmente múltiples vías de entrada a Colombia, por lo cual hoy la ciudad se ha especializado en el intercambio con el vecino país.
Actualmente, Maicao está siendo reconstruido en el Plan Municipal llamado "Revolución Pavimentaria" que busca lograr la pavimentación de todo el casco urbano.
La energía eléctrica es suministrada por la firma AIR-E ; el alumbrado público por DOLMEN SA ESP con 6500 luminarias de tecnología led.

### Desarrollo empresarial

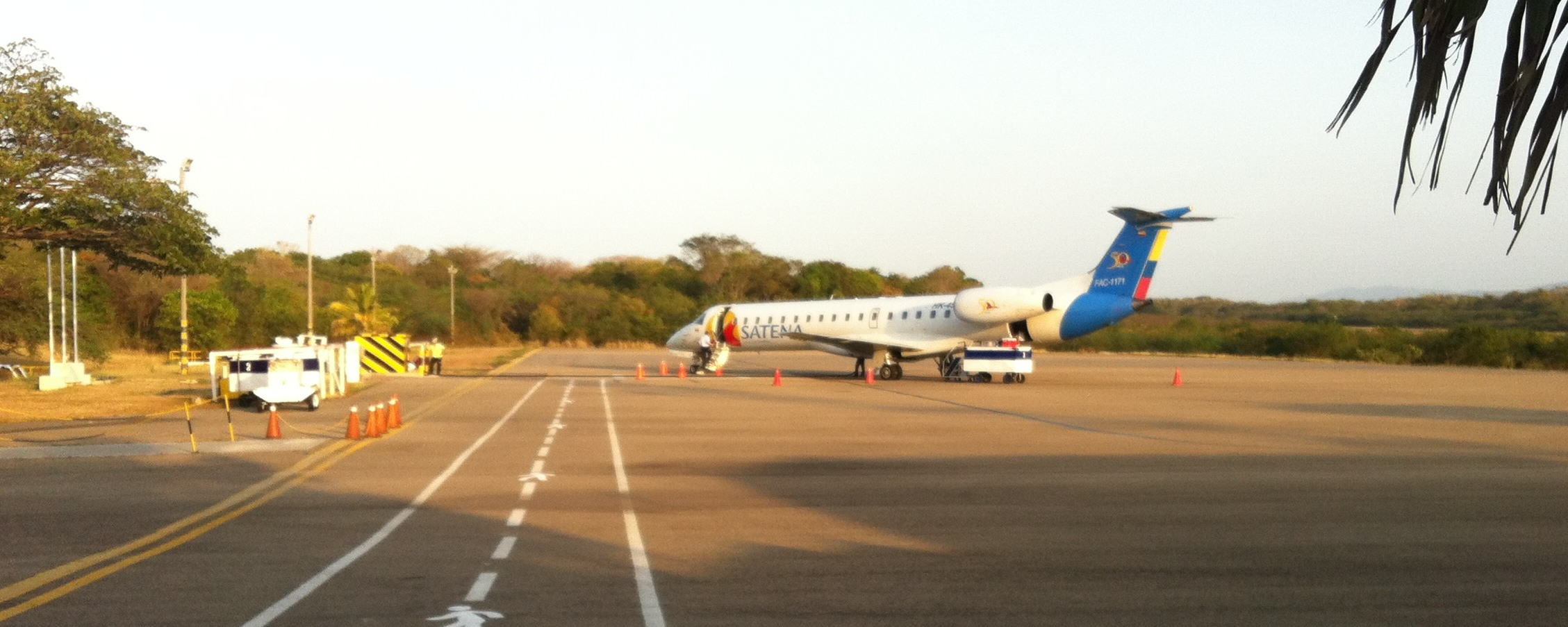
Vista del Aeropuerto La Mina.

La fuente económica de la población ha sido el comercio. La Gobernación de La Guajira ha tomado algunas medidas y campañas para impulsar el desarrollo empresarial, para intentar introducir a la zona otras maneras de economía distintas a las que se han practicado por años.
Se pueden ver en el casco urbano empresas que están surgiendo, el Parque Industrial de la ciudad ubicado a las orillas del Arroyo Parrantial y la zona Financiera, ubicada en toda la Carrera 9.

## Símbolos
Escudo
El escudo de Maicao es un estilo de pergamino abierto donde se sitúa un óvalo en la parte central dividido en tres partes o pabellones. El pabellón de la derecha, muestra en un fondo azul una estrella blanca de seis puntas, la cual representa la unión de los pueblos de Colombia, inmediatamente vemos una rama de Laurel, la cual representa el heroísmo, el altruismo y la trascendencia del hombre nativo de estas tierras, y luego dos manos entrelazadas, las cuales representan la unión y la hermandad de los pueblos colombo-venezolanos. El pabellón de la izquierda, muestra en un fondo rojo una cornucopia que derrama abundantes monedas de oro, acompañado de un mercurio, los cuales simbolizan el comercio. En el pabellón inferior se observa el paisaje de la región, que representa la territorialidad, acompañado de un molino de agua que simboliza la libertad del hombre Guajiro.
Este óvalo está sostenido por un arco y dos flechas en equilibrio, en honor a los primitivos pobladores, quienes con estas armas se defendieron de los invasores europeos, entrelazados por una cinta tricolor, que representa la hermandad de las dos naciones, en la cual se leen dos frases: Unión y Progreso, Paz y Hermandad.
Bandera
La bandera del municipio de Maicao está formada por tres franjas horizontales de colores: Rojo, Verde y Azul.
- Rojo: Que significa la fuerza y la pujanza de la raza Wayúu.
- Verde: Se localiza en el centro y significa confianza, esperanza.
- Azul: Representa la mística y la espiritualidad del hombre Maicaero.

Y tiene en el centro la estrella de David en señal de guía, indicando la luz y la bienaventuranza, La bandera se vio por primera vez el año de 1973, identificando al municipio como tierra de gente pujante por su gran muestra de desarrollo cultural.

## Principales festividades
- Fiestas Patronales: Se celebran el 19 de marzo en honor a San José, patrono de Maicao.

- Feria Comercial y Turística: La feria ExpoMaicao una Zona Especial, a diferencia de Expoguajira, la que tradicionalmente organiza la Cámara de Comercio con la Gobernación en la ciudad de Riohacha, no es un evento para que desde otras regiones vengan a ofrecer oportunidades de negocios, por el contrario, es una forma de ofrecer a la ciudad de Maicao ante los potenciales compradores de otras ciudades, con el objeto de devolverle a Maicao su imagen de vitrina comercial de Colombia.

- Festival Suena un Acordeón: El acordeón es un instrumento común en gran parte del territorio de La Guajira y de ahí la preocupación por difundirlo y hacerlo conocer en muchos festivales. En este evento no pueden faltar los concursos de acordeoneros, canción inédita y piquería. Comidas típicas y kioscos con artesanías.

## Sitios de interés

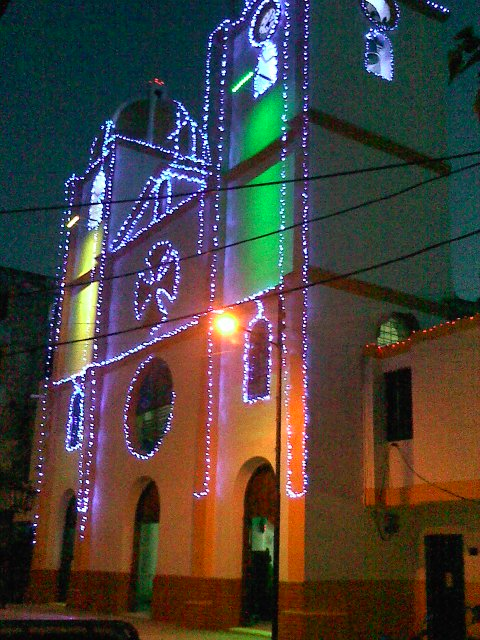
Parroquia San José; madrugada del 25 de diciembre.

- Parroquia San José de Maicao: Lugar de reunión de los feligreses católicos de gran parte de Maicao, debe su nombre a San José, patrono de la ciudad. Esta parroquia pertenece a la Diócesis de Riohacha.
- Plaza Simón Bolívar: Ubicada en el casco central de la ciudad, en su lugar está una estatua en homenaje a Simón Bolívar.
- La Mina de Sal y Línea del Ferrocarril: La mina está a una distancia de 64 kilómetros de Riohacha, localizada en el territorio de la Baja Guajira. La línea de ferrocarril minero tiene 150 kilómetros de largo, que une la mina al sur con el puerto de embarque construido en Bahía Portete al norte.
- Mezquita de Omar Ibn Al-Jattab: Ubicada en el centro de Maicao, es el centro religioso de los musulmanes, de imponente arquitectura, caracterizada por una inmensa cúpula central. El acceso a la mezquita se hace por una entrada en forma circular, sus paredes revestidas de mármol reflejan con su brillo los hermosos colores de los grandes vitrales. Se construyó en 1997.
- Biblioteca Pública Miguel Ángel López.

## Estructura organizacional municipal
| Maicao       | Maicao      | Maicao                     |
| Departamento | Código DANE | Categoría municipal (2023) |
| ------------ | ----------- | -------------------------- |
| La Guajira   | 44430       | Cuarta                     |

- Personería: Es un centro del Ministerio Público de Colombia que ejerce, vigila y hace control sobre la gestión de las alcaldías y entes descentralizados; velan por la promoción y protección de los derechos humanos; vigilan el debido proceso, la conservación del medio ambiente, el patrimonio público y la prestación eficiente de los servicios públicos, garantizando a la ciudadanía la defensa de sus derechos e intereses.

El actual Personero municipal es Leidy Martínez Díaz.
- Concejo Municipal: Es la suprema autoridad política del municipio. En materia administrativa sus atribuciones son de carácter normativo. También le corresponde vigilar y hacer control político a la administración municipal. Se regulan por los reglamentos internos de la corporación en el marco de la Constitución Política Colombiana (artículo 313) y las leyes, en especial la Ley 136 de 1994 y la Ley 1551 de 2012.

Constituido por 17 concejales por un periodo de 4 años.
- Alcaldía Municipal: En esta se encuentra la administración municipal y las entidades descentralizadas del municipio.

El Alcalde se pronuncia mediante decretos y se desempeña como representante legal, judicial y extrajudicial del municipio. El actual Alcalde municipal es Miguel Aragón González (2024-2027), elegido por voto popular.
- JAL. Posee los corregimientos Majayura y Paraguachón. Además, de todas sus comunas.

## Servicios públicos
- Energía Eléctrica: Air-e, del grupo EPM, es la empresa prestadora del servicio de energía eléctrica.
- Gas Natural: Gases de La Guajira es la empresa distribuidora y comercializadora de gas natural en el municipio.